# Бистре (Нижньосілезьке воєводство)
Бистре (пол. Bystre, нім. Ludwigsdorf) — село в Польщі, у гміні Олесниця Олесницького повіту Нижньосілезького воєводства.
Населення — 867 осіб (2011).
У 1975-1998 роках село належало до Вроцлавського воєводства.

## Демографія
Демографічна структура станом на 31 березня 2011 року:
|          | Загалом | Допрацездатний вік | Працездатний вік | Постпрацездатний вік |
| -------- | ------- | ------------------ | ---------------- | -------------------- |
| Чоловіки | 436     | 95                 | 307              | 34                   |
| Жінки    | 431     | 94                 | 262              | 75                   |
| Разом    | 867     | 189                | 569              | 109                  |